# Oenotrichia
Oenotrichia, maleni rod papratnjača iz porodice Dennstaedtiaceae, koja čini dio reda osladolike. Jedina dva predstavnika rastu jedino na Novoj Kaledoniji. Rod vjerojatno treba biti uključen u parafilsku Dennstaedtia (Perrie et al. 2015).
Tipična je vrsta Oenotrichia maxima.

## Vrste
1. Oenotrichia macgillivrayi (E.Fourn.) Brownlie
2. Oenotrichia maxima (E.Fourn.) Copel.

## Sinonimi
- Microlepia subgen.Oenotrichia (Copel.) W.C.Shieh